# Discografia di Dardust
La discografia di Dardust, compositore, musicista e produttore discografico italiano in attività dal 2000, comprende cinque album in studio, uno di remix, sette EP e oltre trenta singoli, nonché progetti con i gruppi Elettrodust e Ki-Mono.
Dardust ha inoltre scritto, composto e prodotto brani per numerosi artisti, tra cui Elisa, Giorgia, Laura Pausini, Emma Marrone, Elodie, Marco Mengoni, Marracash, Mahmood, Annalisa, Jovanotti, Francesco Renga, Madame e Noemi.

## Album

### Album in studio
| Anno | Titolo |
| ---- | --- |
| 2015 | 7 - Pubblicato: 3 marzo 2015 - Etichetta: INRI - Formati: CD, LP, download digitale, streaming                                |
| 2016 | Birth - Pubblicato: 11 marzo 2016 - Etichetta: INRI - Formati: CD, LP, download digitale, streaming                           |
| 2020 | S.A.D. Storm and Drugs - Pubblicato: 17 gennaio 2020 - Etichetta: Masterworks - Formati: CD, LP, download digitale, streaming |
| 2022 | Duality - Pubblicato: 28 ottobre 2022 - Etichetta: Masterworks - Formati: 2 CD, 2 LP, download digitale, streaming            |
| 2024 | Urban Impressionism - Pubblicato: 8 novembre 2024 - Etichetta: Masterworks - Formati: LP, download digitale, streaming        |

### Album di remix
| Anno | Titolo                                                                                            |
| ---- | ------------------------------------------------------------------------------------------------- |
| 2017 | Slow Is - Pubblicato: 17 marzo 2017 - Etichetta: INRI - Formati: CD, download digitale, streaming |

## Extended play
- 2015 – 7 Remixed
- 2017 – The New Loud
- 2020 – S.A.D. (Piano Solo)
- 2022 – 001 Coordinate
- 2022 – 002 Hymns
- 2022 – 003 Horizons
- 2022 – 004 Fluidity

## Singoli

### Come artista principale
- 2008 – Improvvisamente piove (come Dario Dust)
- 2014 – Sunset on M.
- 2015 – Invisibile ai tuoi occhi
- 2016 – The Wolf
- 2016 – Birth
- 2016 – The Never Ending Road
- 2016 – Take the Crown
- 2017 – Lost and Found
- 2019 – Calipso (con Charlie Charles feat. Sfera Ebbasta, Mahmood e Fabri Fibra)
- 2019 – Nuova era (con Jovanotti)
- 2019 – Prisma
- 2019 – Sublime
- 2020 – Rückenfigur
- 2020 – Eden (Rancore feat. Dardust)
- 2020 – Without You
- 2020 – S.A.D.
- 2020 – Defuera (feat. Ghali, Madame e Marracash)
- 2020 – Beautiful Solitude
- 2021 – Within Me (con Benny Benassi)
- 2022 – Signore del bosco (con Massimo Pericolo)
- 2022 – Horizon in Your Eyes
- 2022 – Fluid Love
- 2022 – Komorebi (luce che filtra tra le foglie degli alberi)
- 2022 – Dune (Space Suite)
- 2023 – Outside
- 2024 – Mon cœur, Béton brut
- 2024 – Impression, Skyline
- 2024 – Italian Rêverie
- 2024 – Nocturne of You
- 2025 – Pavane floue
- 2025 – New York 17.3.24

### Come artista ospite
- 2021 – Golden Nights (Sophie and the Giants feat. Benny Benassi, Dardust e Astrality)

## Video musicali
- 2014 – Sunset on M.
- 2015 – Invisibile ai tuoi occhi
- 2016 – The Wolf
- 2016 – Birth
- 2019 – Sublime

## Autore e compositore per altri cantanti
| Anno | Titolo | Artista                                   | Album di provenienza                                   |
| ---- | --- | ----------------------------------------- | ------------------------------------------------------ |
| 2002 | Style | Ivana Spagna                              | Woman                                                  |
| 2007 | Le tue parole (autore con Irene Grandi; compositore unico musiche)                                        | Irene Grandi                              | Irenegrandi.hits                                       |
| 2008 | Ogni istante che vivrai                                                                                   | Mario Nunziante                           | Ogni istante che vivrai                                |
| 2010 | Punto di domanda (autore e compositore con Antonio Galbiati)                                              | Alessandra Amoroso                        | Il mondo in un secondo                                 |
| 2010 | Il mondo in un secondo (autore e compositore con Antonio Galbiati)                                        | Alessandra Amoroso                        | Il mondo in un secondo                                 |
| 2010 | Semplicemente così (autore e compositore con Antonio Galbiati)                                            | Alessandra Amoroso                        | Il mondo in un secondo                                 |
| 2010 | Il cuore non dimentica (autore unico del testo; compositore Antonio Galbiati)                             | Marco Carta                               | Il cuore muove                                         |
| 2010 | Con le nuvole (autore Roberto Casalino; compositore musiche assieme a Roberto Casalino)                   | Emma                                      | A me piace così                                        |
| 2010 | Dimmi che senso ha (autore e compositore con Antonio Galbiati)                                            | Emma                                      | A me piace così                                        |
| 2010 | Petali (autore e compositore con Antonio Galbiati)                                                        | Emma                                      | A me piace così                                        |
| 2011 | Nelle mie favole (autore e compositore con Antonio Galbiati)                                              | Diana Del Bufalo                          | Amici 10                                               |
| 2011 | Pioggia cadrà (autore e compositore con Massimo Greco)                                                    | Antonino Spadaccino                       | Costellazioni                                          |
| 2011 | Ovest (autore e compositore con Massimo Greco)                                                            | Antonino Spadaccino                       | Costellazioni                                          |
| 2011 | Cado giù (autore Roberto Casalino; compositore unico delle musiche; Titolo originale Cado giù come neve)  | Annalisa                                  | Nali                                                   |
| 2011 | Inverno                                                                                                   | Annalisa                                  | Nali                                                   |
| 2011 | Dove finisce la notte (autore e compositore con Antonio Galbiati)                                         | Emma                                      | Sarò libera                                            |
| 2011 | Protagonista (autore e compositore con Andrea Amati)                                                      | Emma                                      | Sarò libera                                            |
| 2011 | Com'è semplice (autore e compositore con Roberto Casalino)                                                | Francesca Nicolì                          | Kekka                                                  |
| 2011 | Improvvisamente piove                                                                                     | Francesca Nicolì                          | Kekka                                                  |
| 2011 | Quante volte (autore con e compositore con Andrea Amati)                                                  | Francesca Nicolì                          | Kekka                                                  |
| 2011 | Dentro me                                                                                                 | Luca Napolitano                           | Fino a tre                                             |
| 2011 | Risvegli (autore e compositore con Massimo Greco)                                                         | Luca Napolitano                           | Fino a tre                                             |
| 2012 | La tua bellezza (autore e compositore con Francesco Renga e Diego Mancino)                                | Francesco Renga                           | Fermoimmagine                                          |
| 2012 | Senza sorridere (autore e compositore con Francesco Renga e Diego Mancino)                                | Francesco Renga                           | Fermoimmagine                                          |
| 2012 | La mail che non ti ho scritto (autore con Giulia Anania; compositore con Giulia Anania e Emiliano Cecere) | Giulia Anania                             | Giulia Anania                                          |
| 2012 | La bella stagione (autore con Giulia Anania)                                                              | Giulia Anania                             | Giulia Anania                                          |
| 2012 | Non cambiare mai (autore Giulia Anania; compositore unico delle musiche)                                  | Annalisa                                  | Mentre tutto cambia                                    |
| 2012 | Ancora un'altra volta (autore e compositore con Roberto Casalino)                                         | Annalisa                                  | Mentre tutto cambia                                    |
| 2012 | Per te (autore e compositore con Roberto Casalino)                                                        | Annalisa                                  | Mentre tutto cambia                                    |
| 2012 | Lucciole (autore e compositore con Andrea Amati)                                                          | Annalisa                                  | Mentre tutto cambia                                    |
| 2012 | Ottovolante (autore e compositore con Antonio Galbiati)                                                   | Annalisa                                  | Mentre tutto cambia                                    |
| 2012 | Tra due minuti è primavera (autore Roberto Kunstler; compositore unico delle musiche)                     | Annalisa                                  | Mentre tutto cambia                                    |
| 2012 | Prato di orchidee (autore Roberto Casalino; compositore con Roberto Casalino)                             | Annalisa                                  | Mentre tutto cambia                                    |
| 2012 | Chiudi gli occhi (autore e compositore con Antonio Galbiati)                                              | Marco Carta                               | Necessità lunatica                                     |
| 2012 | Non sarà lo stesso (autore con Roberto Casalino)                                                          | Valeria Romitelli                         | Amici 2012                                             |
| 2012 | Solo un'ora (autore con Emiliano Cecere)                                                                  | Ottavio De Stefano                        | Solo un'ora                                            |
| 2012 | L'amore più grande che c'è                                                                                | Ottavio De Stefano                        | Solo un'ora                                            |
| 2013 | Scintille (autore e compositore con Antonio Galbiati)                                                     | Annalisa                                  | Non so ballare                                         |
| 2013 | Alice e il blu                                                                                            | Annalisa                                  | Non so ballare                                         |
| 2013 | Ed è ancora settembre (autore e compositore con Emiliano Cecere, Fabio Campedelli ed Andrea Amati)        | Annalisa                                  | Non so ballare                                         |
| 2013 | Spara amore mio (autore e compositore con Ermal Meta)                                                     | Annalisa                                  | Non so ballare                                         |
| 2013 | Meraviglioso addio (autore con Fabio Campedelli; compositore unico delle musiche)                         | Annalisa                                  | Non so ballare                                         |
| 2013 | Vieni con me (autore con Ermal Meta)                                                                      | Chiara Galiazzo                           | Un posto nel mondo                                     |
| 2013 | Qualcosa da fare (autore con Diego Mancino)                                                               | Chiara Galiazzo                           | Un posto nel mondo                                     |
| 2013 | In ogni angolo di me (autore e compositore con Alessandro Raina ed Emma)                                  | Emma                                      | Schiena                                                |
| 2013 | Se rinasci (autore Niccolò Agliardi; compositore unico delle musiche)                                     | Emma                                      | Schiena                                                |
| 2013 | Non me ne accorgo (autore e compositore con Marco Mengoni e Piero Romitelli)                              | Marco Mengoni                             | Pronto a correre                                       |
| 2014 | Ricomincio da me (autore e compositore con Piero Romitelli)                                               | Dear Jack                                 | Domani è un altro film (prima parte)                   |
| 2014 | Un uomo è un albero                                                                                       | Noemi                                     | Made in London                                         |
| 2014 | Ti porto a cena con me                                                                                    | Giusy Ferreri                             | L'attesa                                               |
| 2014 | Il cielo è vuoto                                                                                          | Cristiano De André                        | Come in cielo così in guerra                           |
| 2015 | Magnifico                                                                                                 | Fedez feat. Francesca Michielin           | Sig. Brainwash - L'arte di accontentare                |
| 2015 | Io ti aspetto                                                                                             | Marco Mengoni                             | Parole in circolo                                      |
| 2015 | Occhi profondi                                                                                            | Emma                                      | Adesso                                                 |
| 2015 | Luca lo stesso                                                                                            | Luca Carboni                              | Pop-up                                                 |
| 2016 | Noi siamo infinito (autore e compositore insieme con Ivan Amatucci e Roberto Casalino)                    | Alessio Bernabei                          | Noi siamo infinito                                     |
| 2016 | Luce che entra                                                                                            | Lorenzo Fragola                           | Zero Gravity                                           |
| 2016 | Il paradiso non esiste                                                                                    | Emma                                      | Adesso                                                 |
| 2017 | Il cielo non mi basta                                                                                     | Lodovica Comello                          | /                                                      |
| 2017 | Non me ne frega niente                                                                                    | Levante                                   | Nel caos di stanze stupefacenti                        |
| 2017 | Pezzo di me (feat. Max Gazzè)                                                                             | Levante                                   | Nel caos di stanze stupefacenti                        |
| 2017 | Gesù Cristo sono io                                                                                       | Levante                                   | Nel caos di stanze stupefacenti                        |
| 2017 | Assenzio (feat. Stash e Levante)                                                                          | J-Ax e Fedez                              | Comunisti col Rolex                                    |
| 2017 | Meglio tardi che noi                                                                                      | J-Ax e Fedez                              | Comunisti col Rolex                                    |
| 2017 | Pamplona                                                                                                  | Fabri Fibra feat. Thegiornalisti          | Fenomeno                                               |
| 2017 | Riccione                                                                                                  | Thegiornalisti                            | /                                                      |
| 2017 | Senza | Thegiornalisti                            | /                                                      |
| 2017 | Vulcano                                                                                                   | Francesca Michielin                       | 2640                                                   |
| 2017 | Tropicale                                                                                                 | Francesca Michielin                       | 2640                                                   |
| 2017 | Partiti adesso                                                                                            | Giusy Ferreri                             | Girotondo                                              |
| 2017 | I miei rimedi                                                                                             | Noemi                                     | La luna                                                |
| 2018 | New York (autore e compositore insieme a Tommaso Paradiso)                                                | Thegiornalisti                            | Love                                                   |
| 2018 | Questa nostra stupida canzone d'amore                                                                     | Thegiornalisti                            | Love                                                   |
| 2018 | Felicità puttana                                                                                          | Thegiornalisti                            | Love                                                   |
| 2018 | Se piovesse il tuo nome                                                                                   | Elisa                                     | Diari aperti                                           |
| 2018 | Dall'alba al tramonto                                                                                     | Ermal Meta                                | Non abbiamo armi                                       |
| 2018 | Nero Bali                                                                                                 | Elodie, Michele Bravi, Gué Pequeno        | This Is Elodie                                         |
| 2018 | Uh Ah Hey                                                                                                 | Sfera Ebbasta                             | Rockstar                                               |
| 2019 | Gli amanti sono pazzi (scritta insieme a Matteo Buzzanca e Diego Mancino)                                 | Arisa                                     | Una nuova Rosalba in città                             |
| 2019 | La domenica dell'anima (scritta insieme a Diego Mancino)                                                  | Arisa                                     | Una nuova Rosalba in città                             |
| 2019 | Soldi (scritta e prodotta insieme a Charlie Charles)                                                      | Mahmood                                   | Gioventù bruciata                                      |
| 2019 | Nuova era                                                                                                 | Jovanotti                                 | Jova Beach Party                                       |
| 2019 | Maradona y Pelé                                                                                           | Thegiornalisti                            | /                                                      |
| 2019 | Visti dall'alto                                                                                           | Rkomi                                     | Dove gli occhi non arrivano                            |
| 2019 | Prima di partire                                                                                          | Luca Carboni feat. Giorgio Poi            | Sputnik                                                |
| 2019 | Barrio (scritto e prodotto con Charlie Charles)                                                           | Mahmood                                   | /                                                      |
| 2019 | Non avere paura                                                                                           | Tommaso Paradiso                          | /                                                      |
| 2019 | Tsunami                                                                                                   | Eugenio in Via Di Gioia                   | Tsunami (Forse vi ricorderete di noi per canzoni come) |
| 2019 | Vento sulla Luna                                                                                          | Annalisa feat. Rkomi                      | Nuda                                                   |
| 2020 | Rapide (musiche con Francesco Catitti)                                                                    | Mahmood                                   | Ghettolimpo                                            |
| 2020 | Andromeda                                                                                                 | Elodie                                    | This Is Elodie                                         |
| 2020 | Ma il cielo è sempre blu (insieme a Takagi & Ketra)                                                       | Italian AllStars 4 Life                   | /                                                      |
| 2020 | Yo no tengo nada                                                                                          | Francesca Michielin feat. Elisa e Dardust | Feat (stato di natura)                                 |
| 2020 | Ma lo vuoi capire?                                                                                        | Tommaso Paradiso                          | /                                                      |
| 2020 | Guaranà                                                                                                   | Elodie                                    | This Is Elodie                                         |
| 2020 | Dorado | Mahmood feat. Sfera Ebbasta e Feid        | Ghettolimpo                                            |
| 2021 | Pezzo di cuore                                                                                            | Emma e Alessandra Amoroso                 | Best of Me                                             |
| 2021 | Il mio amico                                                                                              | Madame feat. Fabri Fibra                  | Madame                                                 |
| 2021 | Inuyasha                                                                                                  | Mahmood                                   | Ghettolimpo                                            |
| 2021 | Voce | Madame                                    | Madame                                                 |
| 2021 | Incubo | Psicologi                                 | Millennium Bug X                                       |
| 2021 | Tutta la notte                                                                                            | Sangiovanni                               | Sangiovanni                                            |
| 2021 | Quando trovo te                                                                                           | Francesco Renga                           | /                                                      |
| 2021 | La genesi del tuo colore                                                                                  | Irama                                     | /                                                      |
| 2021 | Amare | La Rappresentante Di Lista                | My Mamma                                               |
| 2021 | Glicine                                                                                                   | Noemi                                     | Metamorfosi                                            |
| 2021 | Orione | Leonardo Lamacchia                        | /                                                      |
| 2021 | Sorriso grande                                                                                            | Alessandra Amoroso                        | Tutto accade                                           |
| 2021 | Ho spento il cielo                                                                                        | Rkomi feat. Tommaso Paradiso              | Taxi Driver                                            |
| 2021 | Zero | Mahmood                                   | Ghettolimpo                                            |
| 2021 | Malibu | Sangiovanni                               | Sangiovanni                                            |
| 2021 | Marea | Madame                                    | Madame                                                 |
| 2021 | Klan | Mahmood                                   | Ghettolimpo                                            |
| 2021 | Kobra (musiche con Francesco Catitti)                                                                     | Mahmood                                   | Ghettolimpo                                            |
| 2021 | Baci dalla Tunisia (musiche con Josh Rosinet)                                                             | Mahmood                                   | Ghettolimpo                                            |
| 2021 | Rubini | Mahmood feat. Elisa                       | Ghettolimpo                                            |
| 2021 | Talata (٣)                                                                                                | Mahmood                                   | Ghettolimpo                                            |
| 2021 | Melodia proibita                                                                                          | Irama                                     | /                                                      |
| 2021 | Vita | La Rappresentante di Lista                | My Mamma                                               |
| 2021 | Vertigine                                                                                                 | Elodie                                    | OK. Respira                                            |
| 2021 | Raggi gamma                                                                                               | Sangiovanni                               | Sangiovanni                                            |
| 2021 | Leoni al sole                                                                                             | The Kolors                                | /                                                      |
| 2021 | AleAleAle                                                                                                 | Alessandra Amoroso                        | Tutto accade                                           |
| 2021 | Il bisogno che ho di te                                                                                   | Alessandra Amoroso                        | Tutto accade                                           |
| 2021 | Tutto accade                                                                                              | Alessandra Amoroso                        | Tutto accade                                           |
| 2021 | Canzone inutile                                                                                           | Alessandra Amoroso                        | Tutto accade                                           |
| 2021 | Seta | Elisa                                     | Ritorno al futuro/Back to the Future                   |
| 2021 | La coda del diavolo                                                                                       | Rkomi feat. Elodie                        | Taxi Driver                                            |
| 2022 | Ogni volta è così                                                                                         | Emma                                      | Sbagliata ascendete leone                              |
| 2022 | Virale | Matteo Romano                             | /                                                      |
| 2022 | Ti amo non lo so dire                                                                                     | Noemi                                     | /                                                      |
| 2022 | Palla al centro                                                                                           | Elisa e Jovanotti                         | Ritorno al futuro/Back to the Future                   |
| 2022 | Cadere volare                                                                                             | Sangiovanni                               | Cadere volare                                          |
| 2022 | Parolacce                                                                                                 | Sangiovanni                               | Cadere volare                                          |
| 2022 | L'eccezione                                                                                               | Madame                                    | /                                                      |
| 2022 | Stelle | Fabri Fibra feat. Maurizio Carucci        | Caos                                                   |
| 2022 | Tutti i miei ricordi                                                                                      | Marco Mengoni                             | Materia (Pelle)                                        |
| 2022 | Normale                                                                                                   | Giorgia                                   | Blu                                                    |
| 2023 | Purple in the Sky                                                                                         | Elodie                                    | OK. Respira                                            |
| 2023 | Due | Elodie                                    | OK. Respira                                            |
| 2023 | Danse la vie                                                                                              | Elodie                                    | OK. Respira                                            |
| 2023 | Strobo | Elodie                                    | OK. Respira                                            |
| 2023 | Mai più                                                                                                   | Elodie                                    | OK. Respira                                            |
| 2023 | Apocalisse                                                                                                | Elodie                                    | OK. Respira                                            |
| 2023 | Una come cento                                                                                            | Elodie                                    | OK. Respira                                            |
| 2023 | Mare di guai                                                                                              | Ariete                                    | La notte                                               |
| 2023 | Cenere | Lazza                                     | Sirio                                                  |
| 2023 | Senza confine                                                                                             | Giorgia                                   | Blu                                                    |
| 2023 | Tutte le volte                                                                                            | Laura Pausini                             | Anime parallele                                        |
| 2023 | Todas las veces                                                                                           | Laura Pausini                             | Anime parallele                                        |
| 2023 | Quando nevica                                                                                             | Elisa                                     | Intimate - Recording at Abbey Road Studios             |
| 2024 | Fighter                                                                                                   | Tali                                      | /                                                      |
| 2024 | Pazzo di te                                                                                               | Francesco Renga e Nek                     | RengaNek                                               |
| 2024 | La noia                                                                                                   | Angelina Mango                            | Poké melodrama                                         |
| 2024 | Governo del cuore                                                                                         | La Rua                                    | /                                                      |
| 2024 | Io t'o giur'                                                                                              | Geolier                                   | Dio lo sa                                              |
| 2024 | Mai per sempre                                                                                            | Geolier                                   | Dio lo sa - Atto II                                    |
| 2024 | Montecristo                                                                                               | Jovanotti                                 | Il corpo umano vol. 1                                  |
| 2025 | Fuorionda                                                                                                 | Jovanotti                                 | Il corpo umano vol. 1                                  |
| 2025 | Un mondo a parte                                                                                          | Jovanotti                                 | Il corpo umano vol. 1                                  |
| 2025 | Le foglie di te                                                                                           | Jovanotti                                 | Il corpo umano vol. 1                                  |
| 2025 | Universo                                                                                                  | Jovanotti                                 | Il corpo umano vol. 1                                  |
| 2025 | La grande emozione                                                                                        | Jovanotti                                 | Il corpo umano vol. 1                                  |
| 2025 | Il corpo umano                                                                                            | Jovanotti                                 | Il corpo umano vol. 1                                  |
| 2025 | Febbre | Clara                                     | /                                                      |
| 2025 | Mi ami mi odi                                                                                             | Elodie                                    | Mi ami mi odi                                          |